# أليكسي بوريسوفيتش ألكسندروف
أليكسي بوريسوفيتش ألكسندروف (23 ديسمبر 1954) (بالروسية: Алексей Борисович Александров) هو رياضياتي روسي، متخصص في التحليل الرياضي.

## مسيرته
حصل ألكسندروف في عام 1984 على الدكتوراه من جامعة سانت بطرسبرغ الحكومية، وهو حاليا أستاذ في معهد ستيكلوف للرياضيات.
ترتكز أبحاثه على مواضيع: النظرية الوظيفية في وحدة الكرة (function theory in the unit ball)، ومساحات هاردي (Hardy spaces)، ومتسلسلات فجوات هادامار (Hadamard gap series).
في عام 1986 كان متحدثًا مدعوًا في المؤتمر الدولي لعلماء الرياضيات في بيركيلي (كاليفورنيا).

## روابط خارجية
- mathnet.ru